# I Like It When You Die
I Like It When You Die (с англ. — «Мне нравится, когда ты умираешь») — четвёртый полноформатный студийный альбом американской грайндкор группы Anal Cunt, выпущенный в 1997 году лейблом Earache Records. Альбом содержит 52 трека, которые в среднем длятся меньше минуты.
Это первый альбом, записанный группой в совершенно новом составе: Сет Путнам, Джош Мартин и Нэйт Линэхан. Запись альбома проходила после тура Anal Cunt с группами Mortician и Incantation в 1996 году.

## Об альбоме
I Like It When You Die должен был первоначально называться You’re Gay и обложка альбома должна была содержать зеркала, но эта идея была позже изменена. Вместо этого в альбоме есть много песен со словом «гей» в названии, а также другие различные оскорбления. Одна из песен в альбоме вызвала официальную жалобу American Records: компания жаловалась на песню «You Went to See Dishwalla and Everclear (You’re Gay)» (с англ. — «Вы пришли, чтобы увидеть Dishwalla и Everclear (Вы геи)»).
Вокалист группы, Сет Путнам также заявил в интервью, что это его любимый полноформатный альбом Anal Cunt. Чарты показали, что многие из поклонников группы также согласны с мнением Путнама: альбом дебютировал на 12 позиции в чарте CMJ Radio Trade Magazine Loud Chart, и позже достиг 10 позиции.
На место ударника в песне «Kyle from Incantation Has a Mustache» был приглашен Кайл Северн из группы Incantation.

## Список композиций
1. «Jack Kevorkian is Cool» — 0:41
2. «ValuJet» — 1:28
3. «You’ve Got No Friends» — 1:13
4. «You Keep a Diary» — 1:13
5. «You Own a Store» — 0:38
6. «You Got Date Raped» — 0:49
7. «Recycling is Gay» — 0:37
8. «You’re a Cop» — 1:51
9. «You Can’t Shut Up» — 0:19
10. «You’ve Got Cancer» — 0:31
11. «We Just Disagree» — 0:33
12. «Hungry Hungry Hippos» — 0:18
13. «You Are an Interior Decorator» — 0:52
14. «Pottery’s Gay» — 0:40
15. «Rich Goyette is Gay» — 0:53
16. «Branscombe Richmond» — 1:35
17. «You Live in Allston» — 0:54
18. «You Are a Food Critic» — 0:54
19. «Just the Two of Us» ((дуэт с Hillary Logee) кавер Grover Washington, мл.) — 0:27
20. «Your Band’s In the Cut-Out Bin» — 1:11
21. «You’re Gay» — 0:38
22. «You Look Adopted» — 1:17
23. «Your Cousin is George Lynch» — 0:11
24. «You Have Goals» — 0:23
25. «You Drive an IROC» — 0:56
26. «You Play On a Softball Team» — 0:58
27. «Because You’re Old» — 0:45
28. «You Sell Cologne» — 0:30
29. «Being a Cobbler Is Dumb» — 0:28
30. «You Live in a Houseboat» — 0:45
31. «Richard Butler» — 1:32
32. «311 Sucks» — 0:40
33. «Your Kid is Deformed» — 0:41
34. «You Are an Orphan» — 1:06
35. «You’re Old (Fuck You)» — 0:13
36. «You Go to Art School» — 0:55
37. «Your Best Friend Is You» — 0:54
38. «You’re in a Coma» — 1:19
39. «Windchimes Are Gay» — 0:11
40. «No, We Don’t Want to Do a Split Seven Inch With Your Stupid Fucking Band» — 0:29
41. «René Auberjonois» — 0:41
42. «The Internet is Gay» — 0:25
43. «Ha Ha, Your Wife Left You» — 1:12
44. «Hootie and the Blowfish» — 0:39
45. «You Went to See Dishwalla and Everclear (You’re Gay)» — 0:23
46. «Locking Dropdead in McDonald’s» — 0:21
47. «Technology’s Gay» — 0:26
48. «Your Favorite Band is Supertramp» — 0:37
49. «I’m in A.C.» — 0:21
50. «You (Fill In the Blank)» — 0:27
51. «Kyle From Incantation Has a Moustache» — 4:10
52. «Bonus Track #3» — 0:09

## Участники записи
- Сет Путнам — вокал
- Джош Мартин — гитара
- Нэйт Линехан — ударные, бэк-вокал (в треках № 31 и 32)

### приглашённые музыканты
- River (из группы Tree) — бэк-вокал на треках № 1, 3, 6, 7, 13, 14, 16, 24, 35, 36, 41 и 43
- Хиллари Лоджи — бэк вокал в треках № 27 и 52
- Anal Cunt Glee Club — бэк-вокал на треках № 8, 21, 26, 33
- Кайл Северн — ударные на треке № 51